# Борилово (городище)
Борилово (городище) — археологический памятник, находящийся в селе Борилово Орловской области.

## Описание
Небольшие раскопки на городище в начале XX столетия проводил И. Е. Евсеев — археолог, директор Орловского губернского исторического музея. В советское время городище Борилово было обследовано экспедицией под руководством Т. Н. Никольской. Расположено городище на высоком левом берегу реки Нугри. Местные жители называют это место «курганом». Городище имеет форму круга и уклон к реке. Окружено земляным валом с трёх сторон, кроме южной. Площадка и особенно вал сильно повреждены окопами и воронками от бомб и снарядов времён Великой Отечественной войны 1941—1945 гг., а также многочисленными раскопками кладоискателей. Раскопки проводились по квадратам 2×2 м, пластами до 0,2 м. В северо-восточной части обнаружен развал глинобитной печи с характерным мощным и плотным слоем глины и остатки сгоревшего пола жилища. В этом месте были найдены железный замок, ключ, нож, железный пробой, скоба, каменное грузило, шиферное пряслице, глиняный лепной толстостенный сосуд, обломок стеклянного браслета, золотоордынская монета XIV века, оловянный крестик. Найдено также много обломков гончарной керамики с волнистым и линейным орнаментом и кости домашних животных (большинство крупного рогатого скота). На глубине 0,4—0,6 м найдены обломки лепных сосудов, глубже — обломки гончарных сосудов. Лепная керамика относится к ромено-борщёвской археологической культуре. По найденным находкам и татарской монете культурный слой можно отнести к XII—XIV векам, а обломки лепной керамики (почти целого сосуда) говорят о том, что жизнь на городище зародилась в конце I тысячелетия н. э..